# Нік Кіпреос
Нік Кіпреос (англ. Nick Kypreos; народився 4 червня 1966; Торонто, Онтаріо, Канада) — грекоканадський хокеїст, лівий крайній нападник. Провів вісім сезонів в Національній хокейній лізі (НХЛ), виступав за клуби «Гартфорд Вейлерс», «Вашингтон Кепіталс», «Нью-Йорк Рейнджерс» і «Торонто Мейпл-Ліфс». Наразі працює хокейним оглядачем на спортивному каналі Rogers Sportsnet для канадського телебачення.

## Кар'єра гравця
Попри те, що на юнацькому рівні Кіпреос проявив себе як результатавний нападник, виступаючи за «Норт-Бей Сентенніалс» в Хокейній лізі Отнаріо (ОХЛ), за яку він одного разу закинув 62 шайби, Кіпреос відразу став відомим як тафгай на рівні НХЛ, роль, яку він виконував впродовж своєї професіональної кар'єри. Кіпреос не був задрафтований жодною командою НХЛ, однак був підписаний як вільний агент клубом «Філадельфія Флайєрс» напередодні свого третього сезону в ОХЛ. Втім свою кар'єру в НХЛ він розпочав в клубі «Вашингтон Кепіталс». Його найкращим сезоном в НХЛ був 1992—93, коли він у складі «Гартфорд Вейлерс» закинув 17 шайб (персональний рекорд) і став лідером за кількістю штрафних хвилин (325).
1994 року Кіпреос у складі «Нью-Йорк Рейнджерс» став володарем Кубка Стенлі. Його останньою командою НХЛ стали «Торонто Мейпл-Ліфс». Виступаючи за «Ліфс», у вересні 1997 року після сутички з гравцем «Рейнджерс» Райєном ВанденБушем у Кіпреоса стався струс мозку, в результаті якого він припинив виступи. Після травми Кіпреос страждав від післяструскового синдрому і був змушений завершити кар'єру. Всього в НХЛ Кіпреос закинув 46 шайб, заробив 44 передачі, набрав 90 очок і 1,210 штрафних хвилин в 442 іграх регулярного сезону.

## Кар'єра на телебаченні
Завершивши кар'єру гравця Кіпреос почав працювати хокейним аналітиком на спортивному каналі Rogers Sportsnet для канадського телебачення. Він також працює веде передачу Hockey Central на каналі The Fan 590 в Торонто. Кіпреос також працював на конкуруючому з Rogers Sportsnet каналі TSN.
1996 року Кіпреос з'явився в програмі Arli$$ в епізоді What About the Fans? на каналі HBO.

## Статистика
| 1983—84      | Кітченер Рейджерс     | ОХЛ          | 4   | 2  | 0  | 2  | 0    | —  | —  | — | —  | —  |
| 1983—84      | Норт-Бей Сентенніалс  | ОХЛ          | 47  | 10 | 11 | 21 | 36   | 4  | 3  | 2 | 5  | 9  |
| 1984—85      | Норт-Бей Сентенніалс  | ОХЛ          | 64  | 41 | 36 | 77 | 71   | 8  | 2  | 2 | 4  | 15 |
| 1985—86      | Норт-Бей Сентенніалс  | ОХЛ          | 64  | 62 | 35 | 97 | 112  | —  | —  | — | —  | —  |
| 1986—87      | Герші Берс            | АХЛ          | 10  | 0  | 1  | 1  | 4    | —  | —  | — | —  | —  |
| 1986—87      | Норт-Бей Сентенніалс  | ОХЛ          | 46  | 49 | 41 | 90 | 54   | 24 | 11 | 5 | 16 | 78 |
| 1987—88      | Герші Берс            | АХЛ          | 71  | 24 | 20 | 44 | 101  | 12 | 0  | 2 | 2  | 17 |
| 1988—89      | Герші Берс            | АХЛ          | 28  | 12 | 15 | 27 | 19   | 12 | 4  | 5 | 9  | 11 |
| 1989—90      | Балтимор Скіпджекс    | АХЛ          | 14  | 6  | 5  | 11 | 6    | 7  | 4  | 1 | 5  | 17 |
| 1989—90      | Вашингтон Кепіталс    | НХЛ          | 31  | 5  | 4  | 9  | 82   | 7  | 1  | 0 | 1  | 15 |
| 1990—91      | Вашингтон Кепіталс    | НХЛ          | 79  | 9  | 9  | 18 | 196  | 9  | 0  | 1 | 1  | 38 |
| 1991—92      | Вашингтон Кепіталс    | НХЛ          | 65  | 4  | 6  | 10 | 206  | —  | —  | — | —  | —  |
| 1992—93      | Гартфорд Вейлерс      | НХЛ          | 75  | 17 | 10 | 27 | 325  | —  | —  | — | —  | —  |
| 1993—94      | Гартфорд Вейлерс      | НХЛ          | 10  | 0  | 0  | 0  | 37   | —  | —  | — | —  | —  |
| 1993—94      | Нью-Йорк Рейнджерс    | НХЛ          | 46  | 3  | 5  | 8  | 102  | 3  | 0  | 0 | 0  | 2  |
| 1994—95      | Нью-Йорк Рейнджерс    | НХЛ          | 40  | 1  | 3  | 4  | 93   | 10 | 0  | 2 | 2  | 6  |
| 1995—96      | Нью-Йорк Рейнджерс    | НХЛ          | 42  | 3  | 4  | 7  | 77   | —  | —  | — | —  | —  |
| 1995—96      | Торонто Мейпл-Ліфс    | НХЛ          | 19  | 1  | 1  | 2  | 30   | 5  | 0  | 0 | 0  | 4  |
| 1996—97      | Сент-Джонс Мейпл-Ліфс | АХЛ          | 4   | 0  | 0  | 0  | 4    | —  | —  | — | —  | —  |
| 1996—97      | Торонто Мейпл-Ліфс    | НХЛ          | 35  | 3  | 2  | 5  | 62   | —  | —  | — | —  | —  |
| Всього в НХЛ | Всього в НХЛ          | Всього в НХЛ | 442 | 46 | 44 | 90 | 1210 | 34 | 1  | 3 | 4  | 65 |

## Нагороди та досягнення
- Перша команда всіх зірок ОХЛ (1986)
- Друга команда всіх зірок ОХЛ (1987)
- Володар Кубка Колдера (1988)
- Володар Кубка Стенлі (1994)